# Martín de Mayorga
Pour les articles homonymes, voir Mayorga.
Martín de Mayorga (12 septembre 1721, Espagne—1783, Espagne) est un officier espagnol, gouverneur du Guatemala (de juin 1773 à 1779) et vice-roi de Nouvelle-Espagne (du 23 août 1779 au 28 avril 1783).

## Biographie
Martín de Mayorga est Maréchal de camp dans l'armée royale espagnole, chevalier de l'Ordre d'Alcántara. Il est gouverneur, président de l'Audiencia et capitaine général du Guatemala au moment où un tremblement de terre dévaste Guatemala, le 23 juillet 1773.
Il occupe toujours ces fonctions lors de la mort du Vice-roi de Nouvelle Espagne Antonio María de Bucareli y Ursúa à Mexico. Quand l'Audiencia de Mexico ouvre les instructions scellées en cas de mort de Bucareli, ils peuvent lire que le capitaine général du Guatemala le remplace. Quand ces instructions furent écrites, il était attendu que Matías de Gálvez y Gallardo, frère de José de Gálvez, ministre des Indes, occupe alors le poste de capitaine général. Bien que, Gálvez, ait été nommé à ce poste, il n'est pas encore arrivé au Guatemala. L'Audiencia de Mexico nomme donc Martín de Mayorga, Vice-roi de Nouvelle Espagne.
Mayorga arrive à Mexico le 23 août 1779 et y prend ses fonctions. Sa première tâche concerne les préparatifs de défense dans la guerre que France et Espagne ont récemment déclarée à l'Angleterre. Il renforce La Havane, prend des précautions supplémentaires à Veracruz et envoie une expédition menée par Bernardo de Gálvez en Floride pour y soutenir les colons anglais dans leur révolution contre leur mère patrie. Il engage aussi le combat avec les Anglais à Belize.
En 1779, éclate une épidémie de variole qui se répand dans les villes de la colonie et cause de nombreuses morts. Mayorga dépense des sommes considérables pour aider malades et mourants. Il offre sa démission mais celle-ci est refusée.
En janvier 1780, les indigènes de Izúcar (actuel État de Puebla) se soulèvent pour cause de mauvais traitements. Les capitaines José Antonio de Urízar et Tomás Pontón sont envoyés pour mater la rébellion. Un grand nombre de rebelles sont envoyés à La Havane pour y servir dans la flotte.
Mayorga fait beaucoup pour améliorer la capitale, faisant paver les rues, nettoyer les cours d'eau et aqueducs afin de prévenir une nouvelle épidémie.
En 1780 il ordonne au gouverneur de Puebla de rassembler les documents relatifs à l'histoire de la Nouvelle-Espagne, en commençant par l'Historia Antigua de la Nueva España du père Mariano Veytia et des écrits collectionnés par Lorenzo Boturini Bernaducci. Cette initiative permettra de sauver de nombreux documents qui, aujourd'hui, sinon auraient disparu.
En 1783, le Vice-roi offre à nouveau sa démission qui cette fois est acceptée. Il remet le gouvernement de la colonie à son remplaçant, Matías de Gálvez, le 28 avril 1783, et part pour l'Espagne. Il meurt peu après avoir atteint le port de Cadix. Certains prétendent qu'il a été empoisonné par son successeur. (Les deux étaient ennemis et Gálvez ne lui avait jamais pardonné d'avoir occupé la vice-royauté à sa place). Ceci ne fut du reste jamais prouvé.